# مانینگ آپر، اتریش
مانینگ آپر (به آلمانی: Manning) یک منطقهٔ مسکونی در اتریش است که در ناحیه وکلابروک واقع شده‌است. مانینگ آپر ۱۰ کیلومتر مربع مساحت دارد ۵۱۰ متر بالاتر از سطح دریا واقع شده‌است.